# مافیای آب
مافیای آب عنوانی غیررسمی در محافل رسانه‌ای و علمی ایران است و به افراد و نهادهایی گفته می‌شود که در زمینه‌هایی مثل سدسازی و انتقال آب دست دارند و به گفته برخی کارشناسان، بسیاری از مشکلات آبی ایران ناشی از سیاست گذاری‌های اشتباه، سوءمدیریت و رانت‌خواری این افراد و نهادهاست. مرکز توسعه فناوری آب حکمرانی آب در ایران را زیر سایه مافیای آب می‌داند.
مافیا عمدتاً در دوران جمهوری اسلامی (از سال ۱۹۷۹ به بعد) فعال بوده و از حمایت و پشتیبانی مقامات بلندپایه حکومتی برخوردار است. حتی برخی از مقامات دولتی ایالات متحده نیز به‌طور علنی از آن به‌عنوان یکی از دلایل بحران آب در ایران یاد کرده‌اند.

## خاستگاه واژه و سیر تحول آن
واژهٔ «مافیای آب» نخستین‌بار توسط برخی از کارشناسان منابع آب و رسانه‌های ایران برای توصیف ساختار فسادآلود و رانت‌محور مدیریت آب در چند دههٔ اخیر به کار گرفته شد. در گفتمان داخلی ایران، این اصطلاح بیش از یک دهه است که برای اشاره به شبکه‌ای غیررسمی و قدرتمند از مقامات دولتی – شامل وزیران، معاونان، مدیران شرکت‌های عمرانی دولتی و مشاوران – رایج شده است. این افراد با سوءاستفاده از جایگاه خود در حوزه آب، پروژه‌های عظیم و پرهزینه‌ای را برای اهداف سیاسی و اقتصادی خود پیش می‌برند.
این شبکه تحت چتر نهادهای رسمی مانند «شورای عالی آب» (که نهاد سیاست‌گذاری کلان آب در کشور است) فعالیت می‌کند، اما در عمل با اتکا به پیوندهای میان ثروت و قدرت و فساد سازمان‌یافته، از نظارت قانونی عبور می‌کند.
اگرچه واژه «مافیای آب» خاستگاهی ایرانی دارد، اما در سال‌های اخیر به سطح بین‌المللی نیز راه یافته است. برای نمونه، دونالد ترامپ، رئیس‌جمهور  ایالات متحده، در سخنرانی‌هایی از ساختار حاکمیتی ایران به عنوان «مافیای فاسد آب» یاد کرد که با هدایت منابع آبی به‌سوی منافع خاص، سرزمین‌های سرسبز را به بیابان تبدیل کرده‌اند و مدعی شد که سپاه پاسداران انقلاب اسلامی نیز در ساخت سدهای بی‌رویه که موجب خشکیدن رودخانه‌ها و دریاچه‌ها و بروز طوفان‌های گرد و غبار شده، نقش دارد. این اظهارات بازتابی از نظرات فعالان محیط زیست و شهروندان ایرانی است که سال‌هاست تأکید می‌کنند بحران آب ایران صرفاً ناشی از خشکسالی طبیعی نیست، بلکه تا حد زیادی محصول سیاست‌های برنامه‌ریزی‌شده، فساد ساختاری و بهره‌کشی از منابع توسط طبقه حاکم است.

## سازوکار عملکرد
بسیاری از افراد و رسانه‌هایی که در مورد مافیای آب صحبت می‌کنند از اعضای این مافیا نامی نبرده‌اند، اما در برخی اظهار نظرها وزارت نیرو و شرکت‌های مشاور آن، شرکت مهاب قدس، شرکت سپاسد، شرکت توسعه منابع آب و نیروی ایران، قرارگاه خانم‌الانبیاء سپاه پاسدارن و مدیران عالیرتبهٔ این شرکت‌ها و نهادها به عضویت در مافیای آب یا همکاری با آنان متهم شده‌اند:
«مافیای آب» بر مبنای همکاری و هم‌پوشانی میان مقامات دولتی، نیروهای نظامی، و پیمانکاران بخش ساخت‌وساز و کشاورزی عمل می‌کند و هدف آن پیشبرد منافع خصوصی به بهای تخریب پایداری منابع آبی کشور است. در قلب این سازوکار، «شرکت توسعه منابع آب و نیروی ایران» قرار دارد که پیمانکار اصلی دولتی در پروژه‌های بزرگ سدسازی، مخازن و انتقال آب به‌شمار می‌رود.
از پایان جنگ ایران و عراق به بعد، مدیران این شرکت و همچنین مقامات بلندپایه وزارت نیرو به بازیگران کلیدی این مافیا بدل شدند، به‌طوری‌که سیاست‌گذاری‌های کلان پروژه‌های زیرساختی در حوزه آب اغلب به‌نفع منافع آنان انجام می‌شود، حتی اگر این سیاست‌ها به قیمت نابودی اکوسیستم‌های طبیعی کشور تمام شود.
اعضای این شبکه با بهره‌گیری از خلأهای قانونی، امتیازهای ساخت‌وساز، مجوزهای حفاری و کاربری زمین را به خود و نزدیکانشان اختصاص می‌دهند؛ گاه از طریق رشوه و گاه با نفوذ سیاسی در ساختارهای تصمیم‌گیر. بسیاری از پروژه‌ها بدون ارزیابی علمی یا زیست‌محیطی آغاز و اجرا می‌شوند – در مواردی، تنها پس از اعتراضات مردمی، نهادهای مسئول ناچار به تهیه گزارش اثرات محیط‌زیستی شده‌اند، آن‌هم زمانی‌که خسارت‌ها برگشت‌ناپذیر شده‌اند. یکی از نمونه‌های بارز، سدهایی است که بدون نظارت کافی ساخته شدند و در نتیجه به خشک‌شدن دریاچه‌ها و تخریب زیست‌بوم‌های حیاتی منجر گردیدند.
از دیگر اقدامات منسوب به مافیای آب می‌توان به تخصیص آب یارانه‌ای با قیمت‌های پایین به صنایع وابسته به حکومت، صدور مجوزهای غیرقانونی برای چاه‌های عمیق، و دور زدن حقوق سنتی آبِ جوامع محلی از طریق تغییرات مقرراتی به نفع پروژه‌های خصوصی اشاره کرد.
اعضای این شبکه عملاً از مصونیت برخوردارند: حتی هنگامی‌که دادگاه‌های محلی احکامی علیه پروژه‌های مخرب آبی صادر می‌کنند، این احکام در سطوح بالاتر – که وابسته به ساختارهای قدرت هستند – لغو می‌شوند، و افشاگران فساد در حوزه آب با تهدید، فشار و آزارهای نهادهای امنیتی مواجه می‌گردند. به‌این‌ترتیب، «مافیای آب» توانسته است تقریباً بدون مانع و با کسب سودهای کلان، بر حساب محیط زیست و امنیت آبی کشور، به حیات خود ادامه دهد.

### ارتباط نهادهای حکومتی و سپاه پاسداران
یکی از عناصر کلیدی در «مافیای آب» ایران، سپاه پاسداران انقلاب اسلامی و بازوهای عمرانی و اقتصادی وابسته به آن است. پس از انقلاب اسلامی و جنگ ایران و عراق، توجه مقامات به منابع آب به‌عنوان ابزاری برای بازسازی و توسعه ملی جلب شد. در سال ۱۹۸۹، آیت‌الله علی خامنه‌ای، رهبر جمهوری اسلامی، دستور تأسیس «قرارگاه سازندگی خاتم‌الانبیاء» را صادر کرد – یک نهاد مهندسی و عمرانی وابسته به سپاه – با هدف به‌کارگیری توان فنی و انسانی این نهاد در پروژه‌های زیرساختی بزرگ.
در همین راستا، در سال ۱۹۹۲، شرکت زیرمجموعه‌ای به نام «سپاسد» (ترکیب واژگان «سپاه» و «سد») تأسیس شد که تمرکز آن بر ساخت سدها و تونل‌های انتقال آب بود (1). این شرکت‌ها با دریافت بودجه‌های سخاوتمندانه از دولت، به‌سرعت دامنه فعالیت خود را در زمینه آب، برق و نفت در سراسر کشور گسترش دادند. سپاه پاسداران با تکیه بر نفوذ خود توانست جریان مستمر قراردادهای عمرانی عظیم را تضمین کند – از جمله پروژه‌های ساخت سد، کانال و طرح‌های انتقال بین‌حوضه‌ای – که سهم بودجه‌ای قابل‌توجهی را سالانه برای این نهاد به همراه داشت.
این فرآیند همراه بود با پیوندهای گسترده میان ثروت و قدرت: شرکت «مه‌آب قدس» (یک شرکت مشاوره مهندسی نزدیک به حاکمیت) به‌طور مستمر با شرکت «سپاسد» در طراحی و اجرای پروژه‌ها همکاری می‌کرد و این دو در دهه ۱۳۷۰ و ۱۳۸۰ هسته مرکزی «مافیای آب» را تشکیل دادند.
آن‌ها از طریق لابی‌گری و نفوذ سیاسی، ساخت سدهای بزرگی مانند سد کارون ۳ و سد گتوند در استان خوزستان – یکی از مناطق آسیب‌دیده جنگ – را پیش بردند. در این پروژه‌ها، بودجه‌های کلانی تضمین شد و سودهای حاصل میان پیمانکاران و مقامات تقسیم شد، در حالی که هرگونه نظارت یا انتقاد عمومی از این طرح‌ها به‌شدت سرکوب می‌شد. هیچ‌یک از مسئولان بابت شکست‌ها یا خسارات ناشی از این پروژه‌ها پاسخ‌گو نبودند، که بخشی از آن ناشی از مصونیت عملی نیروهای وابسته به سپاه پاسداران بود.
به‌طور کلی، سپاه از طریق «مافیای آب» پایگاه قدرت اقتصادی قدرتمندی برای خود ایجاد کرده است: بخش قابل‌توجهی از بودجه‌های عمرانی کشور به پروژه‌هایی اختصاص می‌یابد که سپاه در آن‌ها نقش دارد، و این نهاد از دستگاه‌های اطلاعاتی و امنیتی خود برای بازداشتن منتقدان و جلوگیری از مخالفت‌ها استفاده می‌کند.

## پیامدهای زیست‌محیطی و فجایع
فعالیت‌های «مافیای آب» در ایران به مجموعه‌ای از بحران‌های گسترده زیست‌محیطی منجر شده است. پروژه‌های سدسازی، انحراف مسیر رودخانه‌ها و برداشت بی‌رویه از منابع آب سطحی و زیرزمینی باعث خشک‌شدن منابع آبی، شوری خاک‌ها، از بین رفتن زیستگاه‌ها و در بسیاری موارد، وقوع «فجایع طبیعی ساخت بشر» شده‌اند:
- خشک‌شدن دریاچه ارومیه – دریاچه ارومیه زمانی بزرگ‌ترین دریاچه آب شور خاورمیانه بود، اما اکنون بخش عمده‌ای از آن خشک شده است. احداث بیش از ۴۰ سد بر روی رودخانه‌های تغذیه‌کننده این دریاچه، جریان طبیعی آب به آن را به‌شدت محدود کرد. امروزه بخش‌هایی از بستر خشک‌شده دریاچه به شوره‌زار تبدیل شده‌اند که منشأ طوفان‌های نمکی و گردوغبار هستند و موجب آسیب به کشاورزی، زیرساخت‌ها و سلامت عمومی در منطقه می‌شوند.[۹]
- خشک شدن رودخانه زاینده‌رود در اصفهان – رودخانه زاینده‌رود که زمانی در قلب شهر اصفهان جاری بود و نقش حیاتی در حیات اجتماعی، اقتصادی و فرهنگی آن داشت، امروزه در اغلب ایام سال خشک است. در دهه ۱۳۸۰، بخش‌های بزرگی از آب این رودخانه به صنایع و کشاورزی در استان‌های هم‌جوار (مانند پروژه‌های فولاد و چغندر قند در استان یزد) منتقل شد – گاه با نادیده‌گرفتن نیازهای مردم محلی. این اقدام منجر به بحران آبی شدید در اصفهان شد: جریان رود متوقف شد، سطح آب‌های زیرزمینی کاهش یافت و زمین زیر بستر رودخانه شروع به فرونشست کرد. پل‌های تاریخی شهر اکنون در معرض خطر آسیب سازه‌ای ناشی از فرونشست زمین قرار دارند.[۵]
- فرونشست زمین و افت سطح آب‌های زیرزمینی – آسیب به منابع آب سطحی، بسیاری از کشاورزان را به برداشت فزاینده و گاه غیرقانونی از آب‌های زیرزمینی وادار کرد. این موضوع به افت شدید سطح سفره‌های آب زیرزمینی در سراسر کشور منجر شده است. بر اساس آمار دولت ایران، حدود ۵۰۰ دشت از ۶۰۹ دشت کشور در وضعیت بحرانی بهره‌برداری بیش از حد قرار دارند و دچار فرونشست تدریجی هستند. در برخی مناطق مانند جنوب تهران و استان اصفهان، نرخ فرونشست زمین تا ۳۱ سانتی‌متر در سال ثبت شده است – رقمی بسیار بالا که می‌تواند به تخریب زیرساخت‌ها، آسیب به پی‌ ساختمان‌ها و ترک‌خوردگی جاده‌ها و لوله‌ها منجر شود. این پدیده به «زلزله خاموش» شهرت یافته و از نشانه‌های نگران‌کننده بحران آبی ایران محسوب می‌شود. هم‌زمان، افت سطح آب‌های زیرزمینی باعث خشک‌شدن هزاران حلقه چاه و کاهش ظرفیت تولید کشاورزی در مناطق روستایی شده است. دولت برای جبران آسیب، تلاش کرده است با انتقال آب از حوضه‌های دوردست، نیاز مناطق آسیب‌دیده را تأمین کند، اما این اقدام‌ها در مواردی موجب تشدید آسیب‌های زیست‌محیطی در حوضه‌های مبدأ شده‌اند.[۵]

- جلیل مختار، نماینده آبادان در مجلس شورای اسلامی، طرح‌های انتقال آب از خوزستان را طرح‌های مافیای آب می‌داند و آنها را چالش بزرگ خوزستان عنوان می‌کند.[۱۲]

- صنایع فولاد ایران که جزو صنایع آب‌بر به شمار می‌آید، بیشتر در مناطق مرکزی و خشک ایران مستقر شده و مدیریت سیاسی منابع آب تلاش می‌کند کارخانه‌ها و مجتمع‌های بزرگ صنعتی را در مناطق خشک ایجاد کند. این مدیریت سیاسی به مافیای حکومتی و دولتی آب نسبت داده شده است.[۱۳]

- بر اساس گزارش نشریه «نیچر»، بخش عمده خشکسالی در ایران عامل انسانی دارد، کاهش آب آبخوان‌ها در مقطع ۱۴ ساله حدود ۷۴ میلیارد مترمکعب بوده‌است این اضافه برداشت ۷۷ درصدی، شوری و خشکسالی گسترده در ایران را در پی داشته است. این مدیریت به مافیای حکومتی و دولتی آب نسبت داده شده است.[۱۴]

## پیوند با بحران آب در ایران
بحران‌های محلی آب که پیش‌تر به آن‌ها اشاره شد، در مجموع به یک بحران فراگیر ملی در ایران انجامیده‌اند. در دهه‌های اخیر، کشور با ترکیبی از خشکسالی‌های دوره‌ای و بهره‌برداری بیش از حد از منابع آب مواجه بوده است – ترکیبی که کارشناسان حوزه آب آن را به «ورشکستگی هیدرولوژیکی» تعبیر کرده‌اند.
به‌عبارت دیگر، تقاضا برای آب در حال افزایش مداوم است، در حالی که منابع تجدیدپذیر به‌دلیل مدیریت ناکارآمد و فساد ساختاری به‌طور پیوسته در حال کاهش‌اند. در حالی که مسئولان دولتی عمدتاً بحران آب را ناشی از تغییرات اقلیمی و خشکسالی معرفی می‌کنند، بسیاری از متخصصان و فعالان محیط زیست بر این باورند که ریشهٔ اصلی بحران، سوءمدیریت و فساد گسترده در نظام بهره‌برداری از منابع آبی کشور است.
سیاست‌گذاری در جهت ساخت مداوم تأسیسات پرهزینه آبی – از جمله سدها، خطوط انتقال و تأسیسات نمک‌زدایی – به‌جای تمرکز بر صرفه‌جویی، مدیریت تقاضا و حفظ منابع موجود، باعث تشدید بحران شده است. این پروژه‌های بزرگ عمدتاً به سود شبکه‌های وابسته به «مافیای آب» تمام شده‌اند، در حالی که پیامدهای اجتماعی و زیست‌محیطی عمیقی برای مناطق وسیعی از کشور به‌جا گذاشته‌اند. برای نمونه، در استان‌هایی مانند خوزستان و چهارمحال و بختیاری، انتقال آب به سمت طرح‌های صنعتی و شهرهای دورافتاده، باعث کمبود شدید آب برای جوامع محلی شده است.
در مجموع، «مافیای آب» از نگاه بسیاری از تحلیل‌گران به‌عنوان عامل اصلی وضعیت بحرانی کنونی معرفی می‌شود؛ وضعیتی که موجب شده ایران – با وجود برخورداری از منابع آبی تجدیدپذیر قابل‌توجه – امروز با یکی از سخت‌ترین بحران‌های آبی جهان مدرن روبه‌رو باشد.

## مخالفان
اسماعیل کهرم، کارشناس منابع آب، نامگذاری مافیای آب را درست نمی‌داند. وی معتقد است مافیا سیستمی مخفیانه و زیرزمینی است؛ ولی این پروژهای نادرست، علنی و روی زمین انجام می‌شود و بنابراین نمی‌شود انجام دهندگان آن را مافیا نامگذاری کرد.

## تحقیق و تفحص مجلس
مهرداد ویس‌کرمی نماینده خرم‌آباد در مجلس شورای اسلامی در سال ۱۴۰۰ خواستار تحقیق و تفحص از مافیای آب در وزارت نیرو شده بود.